# Municipio de Lafayette (condado de Coles)
El municipio de Lafayette (en inglés: Lafayette Township) es un municipio ubicado en el condado de Coles en el estado estadounidense de Illinois. En el año 2010 tenía una población de 4822 habitantes y una densidad poblacional de 51,33 personas por km².

## Geografía
Según la Oficina del Censo de los Estados Unidos, el municipio tiene una superficie total de 93.94 km², de la cual 93,74 km² corresponden a tierra firme y (0,22 %) 0,2 km² es agua.

## Demografía
Según el censo de 2010, había 4822 personas residiendo en el municipio de Lafayette. La densidad de población era de 51,33 hab./km². De los 4822 habitantes, el municipio de Lafayette estaba compuesto por el 96,04 % blancos, el 1,1 % eran afroamericanos, el 0,19 % eran amerindios, el 0,81 % eran asiáticos, el 0,81 % eran de otras razas y el 1,06 % eran de una mezcla de razas. Del total de la población el 1,91 % eran hispanos o latinos de cualquier raza.